# 反論
| ウィキペディアには「反論」という見出しの百科事典記事はありません（タイトルに「反論」を含むページの一覧/「反論」で始まるページの一覧）。 代わりにウィクショナリーのページ「反論」が役に立つかもしれません。 |